# Golpe de suerte (telenovela)
Golpe de suerte es una telenovela mexicana de comedia dramática producida por Nicandro Díaz González para TelevisaUnivision en el 2023. La telenovela es una adaptación de la historia chilena de 2018 creada por Rodrigo Cuevas Gallegos, Si yo fuera rico, siendo desarrollada por Kary Fajer. Se estrenó a través de Las Estrellas el 16 de octubre de 2023 en sustitución de Vencer la culpa, y finalizó el 18 de febrero de 2024 siendo reemplazado por El amor no tiene receta.Esta fue la última telenovela producida por Nicandro Díaz González antes de su fallecimiento el 18 de marzo de 2024.
Está protagonizada por Mayrín Villanueva, Eduardo Yáñez, Eva Cedeño, Gonzalo García Vivanco, Daniela Martínez y Carlos Said, junto con Marjorie de Sousa, Sergio Sendel, Michelle González, Horacio Pancheri y Maya Mishalska en los roles antagónicos.

## Reparto
Una lista del reparto confirmado se publicó el 13 de agosto de 2023.

### Principales
- Mayrín Villanueva como Guadalupe «Lupita» Flores de Peréz[8]
- Eduardo Yáñez como Ignacio  «Nacho» Pérez
- Sergio Sendel como Dante Ferrer
- Eva Cedeño como Miranda Ortíz
- Gonzalo García Vivanco como Tadeo Martínez
- Marjorie de Sousa como Eva Montana
- Horacio Pancheri como Facundo Grandinetti
- Michelle González como Roxana López
- Ricardo Silva como César Traven
- Alejandra Procuna como Irma
- Pietro Vannucci como Adrián
- Maya Mishalska como Constanza Ramos[9]
- Daniela Martínez como Brenda Uriarte
- Carlos Said como Alan Montes
- Elaine Haro como Sabrina Perea Ramos
- Marcelo Barceló como Ronaldo «Ronny» Peréz Flores
- Tania Nicole como Wendy Peréz Flores
- Diego Escalona como José Antonio «Tony» Uriarte
- Fernanda Rivas como Cuky
- Camille Mina como Lucinda «Lucy» Chávez
- Constantino García como Diego Valardi Ortíz
- José Elías Moreno como Crispín Palominos
- Ana Bertha Espín como Dora Vda. de Flores
- Ana Martín como Domitila[10]

### Recurrentes e invitados especiales
- Faisy como él mismo
- Marcos Montero como Juan Ruiz Huerta
- Roberto Tello como Regino Juárez
- Alex de Marino como Barrientos
- Arsenio Campos como Sacerdote [11]

## Episodios
| N.º | Título                                                      | Fecha de emisión original | Audiencia (millones) |
| --- | ----------------------------------------------------------- | ------------------------- | -------------------- |
| 1 | «La esperanza muere al último»                              | 16 de octubre de 2023     | 3.1                  |
| Sabrina les hace la vida imposible a sus hermanastros, el más afectado es Tony, quien al intentar llegar al auto de su madrastra destruye accidentalmente su proyecto escolar. Tadeo aprovecha el descuido de Miranda para robarle las llaves del auto, intenta venderlo para ganar dinero, pero dentro encuentra un billete de lotería. Sabrina toma una imagen comprometedora de Brenda para difamarla; sin embargo, Brenda amenaza con denunciarla. Nacho está triste porque el equipo de fútbol de Teporingos aún no puede ganar un partido, pero su humor cambia cuando descubre los números ganadores de la lotería.   |                                                             |                           |                      |
| 2 | «¡Me has hecho muy feliz!»                                  | 17 de octubre de 2023     | 3.0                  |
| Nacho gana el premio mayor de Melate y le jura a Lupita que no cambiará sus costumbres ahora que son millonarios. Roxana, al enterarse de que Tadeo ahora es millonario, le propone la idea de formalizar su relación, ya que está entusiasmada con formar una familia. Miranda comienza a ilusionarse con Tadeo, hasta el punto de imaginar una historia romántica. Brenda y Tony temen que Constanza les quite el dinero que ganaron en el Melate, pero Dante busca a Brenda para ayudarla a cobrar su premio. |                                                             |                           |                      |
| 3 | «Tú y yo le entramos al negocio»                            | 18 de octubre de 2023     | 3.2                  |
| Crispín le informa a Nacho que el estadio de los Teporingos está en venta, Nacho intenta negociar para que esto no suceda. Alan ve que Brenda es víctima de acoso por parte de un compañero y la defiende. Tadeo llega a las oficinas de Melate a recoger el premio, sabiendo que el billete ganador pertenece a Miranda y Diego. Nacho le pide un favor a Dante. |                                                             |                           |                      |
| 4 | «¿Quieres que me quede con todo el dinero?»                 | 19 de octubre de 2023     | 2.9                  |
| Lupita no acepta que Nacho quiera comprar a los Teporingos, por lo que le da a elegir entre su matrimonio o el equipo de fútbol. Sus amigos se burlan de Nacho por cambiar su decisión. Lucy convence a Tadeo para que le devuelva a Miranda parte del dinero que le robó, él acepta y deja una gran suma en su auto. Brenda se queja con su tío Adrián por su abandono cuando murió su padre y le asegura que este error puede compensarlo si él accede a hacerle un favor. Lupita llega a un acuerdo económico con Nacho y acepta que compre el equipo de Teporingos, Nacho le propone pasar la noche en un hotel de lujo. |                                                             |                           |                      |
| 5 | «Darle la vuelta a la tortilla»                             | 20 de octubre de 2023     | 2.6                  |
| Nacho compra oficialmente el equipo Teporingos y contrata a Dante como su asesor financiero. Miranda no acepta el dinero de Tadeo. Nacho llama a Facundo de Argentina para ser parte del equipo de fútbol, pero él se resiste a aceptar por menos de un millón de pesos. |                                                             |                           |                      |
| 6 | «Ya me había ilusionado muchísimo»                          | 23 de octubre de 2023     | 3.2                  |
| Lupita llega puntual a su cita con Nacho, pero él está ocupado comunicándose con Facundo y se olvida de la cita. Luego de escuchar el mensaje de audio enviado por Miranda, Roxana cree que Tadeo está interesado en otra mujer y lo abofetea. Brenda recibe una imagen donde confirma que su tío Adrián y Constanza son amantes. |                                                             |                           |                      |
| 7 | «Nos vamos de la casa»                                      | 24 de octubre de 2023     | 2.9                  |
| Tadeo pone freno a Ramón, el padrastro de Lucy, y le prohíbe volver a hacerle daño. Tadeo le pide a Lucy que se quede en su casa para que se sienta segura. Nacho viaja a Argentina con Lupita para convencer a Facundo de ser parte de los Teporingos. Brenda no perdona a Constanza por ser la amante de su tío por lo que decide irse de casa. Roxana le confiesa a Irma, su madrina, que Tadeo ganó una gran suma de dinero y desde que conoció la noticia se ha interesado más por él. |                                                             |                           |                      |
| 8 | «Yo no soy un pelagatos»                                    | 25 de octubre de 2023     | 3.0                  |
| Tadeo le dice a Roxana que no podrán vivir juntos ya que no piensa abandonar a Lucy. Alan logra convencer a Brenda y Tony de que se muden a su apartamento, pero Brenda le asegura que será temporal. Lupita descubre que Nacho está siendo vinculado sentimentalmente con Lola Luján. Ashly le deja claro a Brenda que ella es la amiga con beneficios de Alan. |                                                             |                           |                      |
| 9 | «Me trajiste con puros engaños»                             | 26 de octubre de 2023     | 2.8                  |
| Tadeo le pide a Miranda que lo ayude con la protección de Lucy ya que ella corre peligro con su padrastro, Miranda duda en aceptar. Lucy se hace pasar por Tadeo y le envía un mensaje de texto a Roxana para informarle que pasará la noche con Miranda. Alan le hace creer a Brenda que está empezando a sentir algo especial por ella, intenta besarla, pero Tony los interrumpe. Lupita está decepcionada de Nacho porque le hizo creer que celebrarían su luna de miel en Argentina, pero en realidad él tenía otros planes.                                                                                            |                                                             |                           |                      |
| 10 | «Quiero recuperar a mi hijo»                                | 27 de octubre de 2023     | 2.8                  |
| Miranda le asegura a Tadeo que es un buen hombre para ella, ya que siempre está ayudando a la gente y se besan. Lupita no quiere tener nada que ver con Nacho y lo echa de su habitación del hotel, él le pide que lo deje entrar, pero ella tira todas sus pertenencias al pasillo. Brenda se opone a que Constanza tome la custodia de su hermano Tony; sin embargo, Constanza le muestra la orden emitida por el juez para cuidar a Tony. |                                                             |                           |                      |
| 11 | «Miranda se va enterar que le robaste el boleto premiado»   | 30 de octubre de 2023     | 2.9                  |
| Tadeo regaña a Lucy por usar su teléfono para enviarle un mensaje de texto a Roxana, Lucy le pide que le agradezca ya que ahora puede ser feliz con Miranda. Miranda le pide disculpas a Tadeo por robarle un beso, él le confirma que no puede sentir nada por ella ya que tiene novia. Alan le pide a Brenda que se case para poder recuperar a su hermano Tony. |                                                             |                           |                      |
| 12 | «Lo único que me importa eres tú y mis hijos»               | 31 de octubre de 2023     | 2.6                  |
| Brenda y Alan intentan huir de la casa de Constanza, pero Sabrina los ve y se lo hace saber a su madre. Brenda agradece a Alan por acompañarla en todos sus problemas, él le asegura que no la dejará sola y la sorprende con un beso. Nacho le asegura a Lupita que le compró la casa para demostrarle que él es todo lo contrario de lo que ella piensa, ya que lo único que le importa es su familia. |                                                             |                           |                      |
| 13 | «Es imposible no enamorarme de ti»                          | 1 de noviembre de 2023    | 2.3                  |
| Brenda le confiesa a Alan que ganó 200 millones de pesos, él le asegura que está dispuesto a cobrarlos para que pueda disfrutar de su premio. Tadeo le informa a Lucy que su madre ha regresado, ella le ruega que no la lleve a casa porque le encanta pasar tiempo con Miranda y su familia. Tadeo le confiesa a Miranda que es imposible no enamorarse de ella y le pide que se escape con él. Alan le dice a Dante que no quiere nada del dinero del premio y le deja claro que recogerá el dinero para dárselo a Brenda.                                                                                                |                                                             |                           |                      |
| 14 | «Olvídese de su matrimonio»                                 | 2 de noviembre de 2023    | 2.8                  |
| Lupita le confiesa a Crispín que no quiere salir de su casa porque su familia es feliz allí desde hace años. Alan descubre que Dante se encargó de decirle la verdad a Brenda, ella le dice a Alan que es un traidor. Brenda le confiesa a Cuky que Alan es un estafador. Crispín advierte a Nacho que si contrata a Facundo Grandinetti terminará su matrimonio con Lupita. |                                                             |                           |                      |
| 15 | «Perdóname por no haberte creído»                           | 3 de noviembre de 2023    | 2.8                  |
| Tadeo rechaza a Dante como su asesor financiero, Dante no duda en chantajearlo revelando que le robó el premio que cobró a Miranda. Tadeo olvida su compromiso con Miranda y confronta a Roxana por revelar que le robó el premio mayor. Brenda amenaza a Constanza con hacer pública la relación que tuvo con su tío Adrián tras la muerte de su padre y le confiesa a Tony que tenía motivos para desconfiar de Alan. |                                                             |                           |                      |
| 16 | «¡Miranda, yo cobré el premio de tu hijo!»                  | 6 de noviembre de 2023    | 2.7                  |
| 17 | «Te la jugaste por mí Roxana»                               | 7 de noviembre de 2023    | 2.9                  |
| 18 | «Si supieran que Dante es un estafador»                     | 8 de noviembre de 2023    | 2.7                  |
| 19 | «No te tengo miedo Dante Ferrer»                            | 9 de noviembre de 2023    | 3.0                  |
| 20 | «Lupita recibe una propuesta indecorosa»                    | 10 de noviembre de 2023   | 2.6                  |
| 21 | «Nacho está emocionado con el debut de Grandinetti»         | 13 de noviembre de 2023   | 2.9                  |
| 22 | «¿Facundo te está dedicando el gol?»                        | 14 de noviembre de 2023   | 2.8                  |
| 23 | «Soy una mujer casada»                                      | 15 de noviembre de 2023   | 2.8                  |
| 24 | «¡Soy Eva Montana!»                                         | 16 de noviembre de 2023   | 2.6                  |
| 25 | «Ignacio Pérez, el midas de Neza»                           | 17 de noviembre de 2023   | 2.4                  |
| 26 | «¡Mamá, somos millonarias!»                                 | 20 de noviembre de 2023   | 2.6                  |
| 27 | «¡Tadeo, no te vayas!»                                      | 21 de noviembre de 2023   | 2.6                  |
| 28 | «Los declaro marido y mujer»                                | 22 de noviembre de 2023   | 2.8                  |
| 29 | «Eres cómplice de tu madre»                                 | 23 de noviembre de 2023   | 2.6                  |
| 30 | «¡Nacho se va de la casa!»                                  | 24 de noviembre de 2023   | 2.5                  |
| 31 | «Amo a Miranda»                                             | 27 de noviembre de 2023   | 2.5                  |
| 32 | «¿Qué enciende tus pasiones, Nacho?»                        | 28 de noviembre de 2023   | 2.6                  |
| 33 | «La nueva jefa de prensa de los Teporingos»                 | 29 de noviembre de 2023   | 2.5                  |
| 34 | «Él es Marco, el papá de Diego»                             | 30 de noviembre de 2023   | 2.4                  |
| 35 | «Terminemos de una vez por todas, Nacho»                    | 1 de diciembre de 2023    | 2.7                  |
| 36 | «Debo destruir el matrimonio de Nacho y Lupita»             | 4 de diciembre de 2023    | 2.6                  |
| 37 | «Nacho, dame un beso»                                       | 5 de diciembre de 2023    | 2.4                  |
| 38 | «Tadeo, siempre quiero estar contigo»                       | 6 de diciembre de 2023    | 2.7                  |
| 39 | «Eva, terminó su trabajo en los Teporingos»                 | 7 de diciembre de 2023    | 2.6                  |
| 40 | «¿Por qué no me contaste que te casaste con Dante?»         | 8 de diciembre de 2023    | 2.5                  |
| 41 | «No te enamores de Tadeo»                                   | 11 de diciembre de 2023   | 2.6                  |
| 42 | «¿Le contamos a Nacho lo que pasó entre tú y Grandinetti?»  | 12 de diciembre de 2023   | 2.4                  |
| 43 | «Roxana está esperando un hijo mío»                         | 13 de diciembre de 2023   | 2.7                  |
| 44 | «Tadeo, no necesito nada de ti»                             | 14 de diciembre de 2023   | 2.1                  |
| 45 | «¡No me ponga esa cara de víctima!»                         | 15 de diciembre de 2023   | 2.2                  |
| 46 | «¿Estás seduciendo a Nacho por sus millones?»               | 18 de diciembre de 2023   | 2.6                  |
| 47 | «¡Me engañaste Brenda!»                                     | 19 de diciembre de 2023   | —                    |
| 48 | «¡Compadre, Grandinetti le quiere comer el mandado!»        | 20 de diciembre de 2023   | —                    |
| 49 | «Estoy dispuesta a declarar en contra de Dante»             | 21 de diciembre de 2023   | —                    |
| 50 | «No pienso dejar a Lucy con su mamá»                        | 22 de diciembre de 2023   | —                    |
| 51 | «Brenda, aquí ya no tienes espacio»                         | 25 de diciembre de 2023   | —                    |
| 52 | «¡Eres una traidora, Lupita!»                               | 26 de diciembre de 2023   | —                    |
| 53 | «Te juro que te volvería a besar, Lupita»                   | 27 de diciembre de 2023   | —                    |
| 54 | «Nacho se va a dar cuenta de la cucaracha que eres»         | 28 de diciembre de 2023   | —                    |
| 55 | «Grandinetti está enamorado de ti, Lupita»                  | 29 de diciembre de 2023   | —                    |
| 56 | «Las cosas no tiene que cambiar entre nosotros, Lupita»     | 1 de enero de 2024        | —                    |
| 57 | «¡Acepta que me deseas, Nacho!»                             | 2 de enero de 2024        | —                    |
| 58 | «Te amo con toda mi alma, Nacho»                            | 3 de enero de 2024        | 2.6                  |
| 59 | «Haz tu maleta y vete, Nacho»                               | 4 de enero de 2024        | 2.5                  |
| 60 | «Roni, ya sé que en este momento me debes estar odiando»    | 5 de enero de 2024        | 2.3                  |
| 61 | «Quiero ser la señora de Ignacio Pérez»                     | 8 de enero de 2024        | 2.8                  |
| 62 | «¿Me puedes ayudar a que Larios no hable?»                  | 9 de enero de 2024        | 2.9                  |
| 63 | «¿Nacho por qué le haces esto a nuestros hijos?»            | 10 de enero de 2024       | 3.0                  |
| 64 | «Salud por las esposas ingenuas»                            | 11 de enero de 2024       | 3.0                  |
| 65 | «¡Ignacio, compórtate como un hombre decente!»              | 12 de enero de 2024       | 2.8                  |
| 66 | «¿Dante, te volviste loco?»                                 | 15 de enero de 2024       | 3.0                  |
| 67 | «Lupita, esto del divorcio no te va a caer mal»             | 16 de enero de 2024       | 3.1                  |
| 68 | «¡Un día vas a pagar por todo Dante Ferrer!»                | 17 de enero de 2024       | 3.0                  |
| 69 | «¿Qué pasa mami, te estás despidiendo para siempre?»        | 18 de enero de 2024       | 2.9                  |
| 70 | «Constanza, ahora vas a quedar como un triste vegetal»      | 19 de enero de 2024       | 2.2                  |
| 71 | «Anoche me volví una gata salvaje»                          | 22 de enero de 2024       | 3.0                  |
| 72 | «¡Dante Ferrer, es un estafador!»                           | 23 de enero de 2024       | 2.8                  |
| 73 | «No voy a permitir que le hagas daño a Brenda»              | 24 de enero de 2024       | 2.9                  |
| 74 | «¿Viniste a Buenos Aires a aprovecharte de Facundo?»        | 25 de enero de 2024       | 3.0                  |
| 75 | «¡Brenda, debes respetar las reglas!»                       | 26 de enero de 2024       | 2.6                  |
| 76 | «¡Tadeo, eres un metiche!»                                  | 29 de enero de 2024       | 2.7                  |
| 77 | «Aquí no hay ranitas, solo dos escorpiones venenosos»       | 30 de enero de 2024       | 2.7                  |
| 78 | «Miranda, mi amor por ti es verdadero»                      | 31 de enero de 2024       | 2.8                  |
| 79 | «Mentir ante un juez, te podría costar la cárcel»           | 1 de febrero de 2024      | 2.8                  |
| 80 | «Nacho Pérez, ya no te reconozco»                           | 2 de febrero de 2024      | 2.6                  |
| 81 | «¿Dante Ferrer te está molestando?»                         | 5 de febrero de 2024      | 2.7                  |
| 82 | «¡Nacho, voy a tener un hijo tuyo!»                         | 6 de febrero de 2024      | 2.8                  |
| 83 | «Te convertiste en la mujer del 'midas de Neza'»            | 7 de febrero de 2024      | 2.8                  |
| 84 | «Nacho, lo nuestro terminó para siempre»                    | 8 de febrero de 2024      | —                    |
| 85 | «Nacho renuncia a la candidatura»                           | 9 de febrero de 2024      | —                    |
| 86 | «Voy a desaparecer a Dante de tu vida»                      | 12 de febrero de 2024     | —                    |
| 87 | «No tengo pruebas contra Dante Ferrer»                      | 13 de febrero de 2024     | —                    |
| 88 | «Sé tantas cosas de ti, que puedo hundirte»                 | 14 de febrero de 2024     | —                    |
| 89 | «Dante Ferrer también es un asesino»                        | 15 de febrero de 2024     | —                    |
| 90 | «Lo siento, tu mamá no puede hablar»                        | 16 de febrero de 2024     | —                    |
| 9192 | «Brenda eres muy valiente»«Nacho, puedes besar a tu esposa» | 18 de febrero de 2024     | —                    |

Nota
1. ↑  Este episodio se pre-estrenó el 13 de octubre de 2023 a través de Vix, la página, app y redes sociales oficiales —incluido el canal de Youtube y cuenta oficial de Facebook— de Las Estrellas.[13]

## Producción

### Desarrollo
El 24 de marzo de 2023, se reportó que Nicandro Díaz González había iniciado la preproducción de la telenovela a través de la selección de reparto. En abril de 2023, se confirmó que la telenovela será una versión para el público mexicano de la telenovela chilena de 2018, Si yo fuera rico. El 1 de junio de 2023, se realizó una conferencia de prensa en donde se presentó a las tres parejas protagónicas y los villanos de la historia, además, de anunciarse Golpe de suerte, como el título oficial de la telenovela. La telenovela esta adaptada por Kary Fajer, junto con Rubén Núñez como escritor y Pilar Pedroza en la edición literaria, teniendo contemplados 87 episodios para su producción.

### Selección de reparto
El 24 de marzo de 2023 —justo en el arranque de la preproducción de la telenovela— se reportó que Horacio Pancheri fue el primero en realizar las pruebas de reparto. A mediados de abril de 2023, Pancheri, junto con Carlos Said y Sian Chiong realizaron pruebas para uno de los roles protagónicos de la telenovela. El 1 de junio de 2023, se presentó ante la prensa a las tres parejas protagónicas: Mayrín Villanueva y Eduardo Yáñez, Eva Cedeño y Gonzalo García Vivanco, Daniela Martínez y Carlos Said, junto a Sergio Sendel, Marjorie de Sousa, Michelle González y Horacio Pancheri como los villanos estelares. El 16 de junio de 2023, se anunció a través de People en Español la integración de la actriz polaca Maya Mishalska a la telenovela, haciendo su retorno la televisión desde su última participación en 2017 en la telenovela Mi adorable maldición. El 13 de agosto de 2023 se publicó una lista del reparto principal confirmado, entre ellos, José Elías Moreno y Ana Bertha Espín. El 21 de septiembre de 2023, se confirmó la participación de Ana Martín en la telenovela.

## Audiencias
| Temporada | Horario (CT)                                                           | Episodios | Primera emisión       | Primera emisión      | Última emisión        | Última emisión       | Prom. de espectadores (millones) |
| Temporada | Horario (CT)                                                           | Episodios | Fecha                 | Audiencia (millones) | Fecha                 | Audiencia (millones) | Prom. de espectadores (millones) |
| --------- | ---------------------------------------------------------------------- | --------- | --------------------- | -------------------- | --------------------- | -------------------- | -------------------------------- |
| 1         | Lunes a viernes 20:30 - 21:30 h. Domingo 20:30 - 23:00 h. (eps. 91-92) | 83        | 16 de octubre de 2023 | 3.1                  | 18 de febrero de 2024 | —                    | 2.7                              |